# Heinrich von Diest
Heinrich Ludwig Friedrich Arnold von Diest (* 16. März 1785 in Kleve; † 8. November 1847 in Berlin) war ein preußischer Generalleutnant.

## Leben

### Herkunft
Heinrich von Diest entstammte der ursprünglich bürgerlichen, 1687 und 1743 in den Reichsadelsstand erhobenen und 1790 von Preußen als adlig anerkannten westfälischen Familie Diest. Er war der Sohn des geheimen Regierungsrates in Kleve und späteren Tribunalspräsidenten von Burgsteinfurt Reinhard Otto Friedrich von Diest (1748–1814) und dessen Ehefrau Maria Anna Clarina, geborene von Oven (1757–1796).

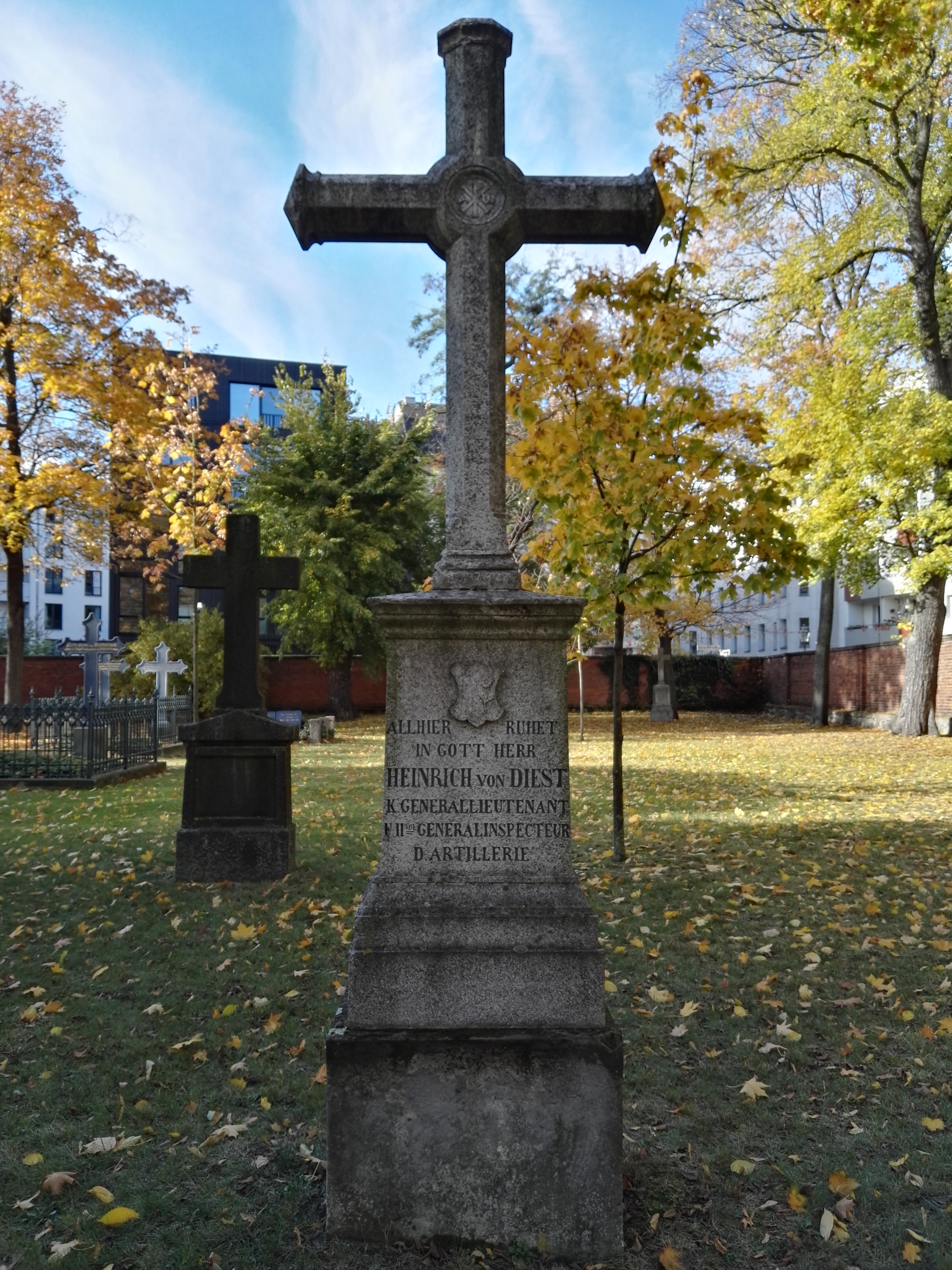
Grabstätte des Generalleutnants Heinrich von Diest auf dem Alten Garnisonfriedhof in Berlin-Mitte

### Militärische Laufbahn
Diest besuchte die Universität Münster und trat dann 1799 als Gefreiterkorporal in das Infanterieregiment „von Besser“ der Preußischen Armee ein. Als Sekondeleutnant wurde er 1806 im Vierten Koalitionskrieg nach der Kapitulation der Festung Nienburg französischer Kriegsgefangener. Da er in Preußen als Offizier nach dem Tilsiter Frieden keine Verwendung mehr fand, trat er mit Zustimmung des Königs Friedrich Wilhelm III. 1809 in russische Dienste. Dort wurde er Generalstabsoffizier und nahm an Krieg gegen die französischen Invasoren 1812 und auch, inzwischen russischer Oberst, an den folgenden Befreiungskriegen teil. Am 11. Juni 1813 wurde er durch Friedrich Wilhelm III. „für seine Tätigkeit als Oberst des Quartiermeisterwesen à la suite Seiner Majestät des Kaisers“ (Alexanders I.) mit dem Orden Pour le Mérite ausgezeichnet.
Nach Abschluss des Zweiten Pariser Friedens wurde er 1815 russischer Militärattaché in Berlin. 1818 trat Diest als Oberst wieder in die Preußische Armee ein. Er wurde während des polnischen Aufstandes 1830 Chef des Generalstabes des V. Armee-Korps in Posen und 1831 Chef der 2. Artillerie-Inspektion und Präses der Artillerie-Prüfungskommission. 1843 wurde er schließlich als Generalleutnant 2. Generalinspekteur der Artillerie. Er verstarb in Berlin und wurde am 11. November 1847 auf dem Alten Garnisonfriedhof in der Linienstraße beigesetzt.

### Familie
Diest hatte sich am 13. Februar 1816 in Flatow mit Adolfine Johanna Adelheid Henriette, geborene von Gerhardt (1795–1832) verheiratet. Aus der Ehe gingen folgende Kinder hervor:
- Arnold (*/† 1816)
- Marie Karoline Luise (1818–1885) ⚭ 1848 Ferdinand von Quast (1807–1877), preußischer Staatskonservator, Erbherr auf Gut Radensleben, Domherr des Domstifts Brandenburg
- Arnold Heinrich Ernst Otto Johann (* 1820)
- Otto (1821–1901), preußischer Rittmeister a. D., Herr auf Daber ⚭ 1848 Meta von Grass (1828–1909)
- Karl Wilhelm Heinrich (1825–1834)
- Gustav (1826–1911), Regierungspräsident von Merseburg und Domherr von Naumburg
- Wilhelm (1828–1870), preußischer Hauptmann
- Adolf Johann Georg Heinrich (1830–1834)
- Adelheid (* 1832) ⚭ Theodor Ziemendorf